# Arsène Copa
Arsène Copa (Moanda, 1988. június 7. –) gaboni labdarúgó. Posztja középpályás.

## Mérkőzései a gaboni válogatottban
| #  | Dátum               | Ellenfél    | Eredmény | Kiírás                            | Esemény    |
| -- | ------------------- | ----------- | -------- | --------------------------------- | ---------- |
| 1. | 2006. november 15.  | Marokkó     | 0 – 6    | barátságos mérkőzés               | 46'        |
| ?  | 2007. június 12.    | Réunion     | 3 – 0    | nem-hivatalos barátságos mérkőzés | becserélve |
| 2. | 2007. június 16.    | Madagaszkár | 2 – 0    | Afrikai nemzetek kupája selejtező | becserélve |
| 3. | 2008. március 25.   | Kongói DK   | 0 – 0    | barátságos mérkőzés               | becserélve |
| 4. | 2008. június 7.     | Líbia       | 0 – 1    | Vb-selejtező                      | 90'        |
| 5. | 2008. június 14.    | Ghána       | 2 – 0    | Vb-selejtező                      | 50'        |
| 6. | 2008. június 28.    | Lesotho     | 2 – 0    | Vb-selejtező                      | 46'        |
| 7. | 2008. augusztus 19. | Mali        | 1 – 0    | barátságos mérkőzés               | 61'        |
| 8. | 2008. november 18.  | Guinea      | 3 – 3    | barátságos mérkőzés               | 70'        |
| 9. | 2009. augusztus 11. | Benin       | 1 – 1    | barátságos mérkőzés               | 46'        |

## Sikerei, díjai
Győri ETO FC
- Magyar bajnoki bronzérmes : 2007-08, 2009-10

 FC DAC 1904
- Szlovák másodosztályú bajnok : 2012-13

## Fordítás
- Ez a szócikk részben vagy egészben  az   Arsène Copa című angol Wikipédia-szócikk fordításán alapul.  Az eredeti cikk szerkesztőit annak laptörténete sorolja fel. Ez a jelzés csupán a megfogalmazás eredetét és a szerzői jogokat jelzi, nem szolgál a cikkben szereplő információk forrásmegjelöléseként.

## Külső hivatkozások
- Hlsz.hu profil